# قرار مجلس الأمن التابع للأمم المتحدة رقم 1314
قرار مجلس الأمن التابع للأمم المتحدة رقم 1314، المتخذ بالإجماع في 11 آب / أغسطس 2000، بعد التذكير بالقرار 1261 (1999) بشأن الأطفال والنزاع المسلح والقرارات الأخرى بما في ذلك 1265 (1999) و1296 (2000) و1306 (2000). وأعرب المجلس عن قلقه إزاء تأثير الصراع على الأطفال واستخدام الجنود الأطفال، وأعرب عن استعداده للنظر في اتخاذ مزيد من التدابير بموجب ميثاق الأمم المتحدة عند التعامل مع حالات الأطفال في الصراع المسلح.
على عكس القرار 1261 حول نفس الموضوع، وضع القرار 1314 تدابير أكثر استهدافًا لحماية الأطفال أثناء النزاع وبعده.

## القرار

### أعمال
وأكد مجلس الأمن من جديد إدانته للاستهداف المتعمد للأطفال أثناء الصراع المسلح وأثر هذا الصراع على الأطفال. وتقع على عاتق جميع الدول مسؤولية إنهاء إفلات مرتكبي جرائم الإبادة الجماعية والجرائم ضد الإنسانية وجرائم الحرب من العقاب. تم حث جميع الأطراف المشاركة في النزاعات المسلحة على دعم القانون الدولي، لا سيما فيما يتعلق باتفاقيات جنيف والبروتوكولات الإضافية واتفاقية الأمم المتحدة لحقوق الطفل والبروتوكول الاختياري.
ودُعيت الأطراف المتنازعة إلى توفير الحماية والمساعدة للاجئين والمشردين داخلياً، ولا سيما النساء والأطفال، وتسهيل إيصال المساعدات الإنسانية. وأعرب المجلس عن قلقه إزاء الصلات بين الاتجار غير المشروع بالموارد الطبيعية والنزاع المسلح، والاتجار غير المشروع بالأسلحة والصراعات المسلحة؛ وفي هذا الصدد، أعلن عزمه النظر في اتخاذ مزيد من الإجراءات. ويشكل الاستهداف المتعمد للمدنيين، بمن فيهم الأطفال، انتهاكاً للقانون للقانون الإنساني الدولي وقانون حقوق الإنسان.
ودعا القرار إلى أحكام لحماية الأطفال بما في ذلك نزع سلاح وتسريح وإعادة دمج الجنود الأطفال وإدراج مستشارين لحماية الأطفال في عمليات حفظ السلام. ويلزم إيلاء أهمية خاصة لأوجه ضعف الفتيات المتأثرات بالنزاع. وكرر المجلس موقفه بأنه ينبغي أن يحصل الأطفال على الخدمات الأساسية طوال فترات النزاع وما بعد النزاع. كما أشار إلى استعداده للنظر في العواقب غير المقصودة على الأطفال للتدابير المعتمدة بموجب المادة 41 من ميثاق الأمم المتحدة.
ورحب المجلس بمبادرات المنظمات الإقليمية ودون الإقليمية لحماية الأطفال في النزاعات المسلحة، وحث على:
(أ) النظر في إنشاء وحدات حماية الطفل؛
(ب) النظر في إشراك موظفي حماية الأطفال في عمليات السلام والعمليات الميدانية؛
(ج) اتخاذ مبادرات لإنهاء الأنشطة العابرة للحدود الضارة بالأطفال؛
(د) تخصيص الموارد لصالح الأطفال أثناء النزاع المسلح؛
(هـ) إدراج منظور جنساني في جميع سياسات وبرامج حماية الطفل؛
(و) النظر في المبادرات الإقليمية من أجل التنفيذ الكامل لحظر تجنيد الأطفال.
وحثت جميع الدول على السعي لإطلاق سراح الأطفال المختطفين وتشجيع مشاركة الشباب في مبادرات السلام. أخيرًا، طُلب من الأمين العام كوفي عنان مواصلة تقاريره وتقديم تقرير عن تنفيذ القرار الحالي والقرار 1261 بحلول 31 يوليو / تموز 2000.

## روابط خارجية
- نص القرار في undocs.org